# 蘭辛 (明尼蘇達州)
蘭辛（英語：Lansing）是位於美國明尼蘇達州毛爾縣蘭辛鎮區的一個普查規定居民點。

## 歷史
蘭辛於1858年設立，得名自密歇根州州首府蘭辛。蘭辛的郵局自1857年營運至
今。

## 人口
根據2020年美國人口普查的數據，蘭辛的面積為2.03平方千米，皆為陸地。當地共有人口132人，而人口密度為每平方千米65.02人。